# L'home més perillós del món
L'home més perillós del món (títol original en anglès: Most Dangerous Man Alive) és una pel·lícula estatunidenca dirigida per Allan Dwan, estrenada el 1961. Ha estat doblada al català.

## Argument[2]
Empresonat per a un crim que no ha comès, Eddie Candell s'evadeix de la presó. En la seva fugida, travessa un espai on tenen lloc proves atòmiques. El seu cos adquireix aviat la duresa de l'acer. Si això li permet destruir els que l'han traït, no aspira més que a una sola cosa: tornar a ser un ésser normal. Però el seu destí ja està escrit...

## Repartiment
- Ron Randell: Eddie Candell
- Debra Paget: Linda Marlow
- Elaine Stewart: Carla Angelo
- Anthony Caruso: Andy Damon
- Gregg Palmer: Tinent Fisher
- Morris Ankrum: Capità Davis
- Tudor Owen: Dr. Meeker
- Steve Mitchell: Devola
- Joel Donte: Franscotti

## Curiositats
Most Dangerous Man Alive és l'última obra d'Allan Dwan, aleshores amb 76 anys, i el seu únic film de ciència-ficció.

## Crítiques
- «L'última pel·lícula de la carrera del realitzador és portada a una atmosfera de negror on tots els personatges, sense excepció, provoquen la destrucció de l'heroi».[3]
- «... al magnífic Most Dangerous Man Alive , admirable pel·lícula de ciència-ficció de moral exemplar ».[4]